# Sidlandsmåla
Sidlandsmåla är en by i Vissefjärda socken i Emmaboda kommun, Kalmar län. Byn ligger ungefär 6 kilometer sydväst om Vissefjärda.
I byn finns sjön Sidlången som även sträcker sig i grannbyarna Hökamåla, Sneremåla och Sjunnamåla.